# لودر (کنگان)
لودر روستایی از توابع بخش مرکزی شهرستان کنگان در استان بوشهر جنوب ایران.
این روستا در دهستان حومه کنگان قرار دارد و بر اساس سرشماری سال ۱۳۹۵ جمعیت آن زیر سه خانوار یا بدون سکنه بوده است.